# Sofie Jama
Sofie Jama (født 16. april 1982 i Buro i Somalia) er en dansk forfatter og debattør med dansk-somalisk baggrund. Hun skrev i 2019 romanen "Et andet menneske, et andet liv" med delvis selvbiografiske træk om tre forskellige skæbner med vidt forskellig baggrund, der flettes ind i hinandens liv.

## Baggrund
Sofie Jama blev født i 1982 i byen Buro i Somalia i en familie, hvor moderen var pædagog og lærer, og faderen dommer og senere borgmester. Da borgerkrigen i Somalia brød ud i 1990, blev familien hjemløs. Faderen forsvandt, og Sofie Jama flygtede med resten af familien til det østlige Somalia, hvor de i nogle år levede som nomader. Senere flygtede de til Etiopien og siden til Danmark, hvor hun kom til Aalborg som 14-årig. Et ophold på Brøruphus Efterskole ved Skanderborg fik stor betydning for hende.
Da Jama var 25 år gammel, vandt hun en skønhedskonkurrence. Det førte til en flerårig karriere som fotomodel i London.
Jama tog HF-eksamen med et karaktergennemsnit på 10,4 og læste siden videre ved Aarhus Universitet, hvor hun har taget en uddannelse i kulturformidling og arabisk. Udover forfatterskabet ernærer hun sig som tolk for de danske myndigheder.

## Forfatterskab
Sofie Jama debuterede i 2019 som skønlitterær forfatter med romanen "Et andet menneske, et andet liv", udgivet på Politikens Forlag. Den handler om pigen Baraka, romanens jeg-fortæller, der sammen med sin mor og søskende flygter fra borgerkrigen i Somalia til Roskilde i Danmark. Baraka møder Esther, en ældre dame og tjekkisk holocaust-overlever, der nu er blevet assimileret dansker, og en del år senere flygtningedrengen Umar med palæstinensiske rødder, som hun bliver stærkt knyttet til. De tre personers spor fletter sig ind i hinanden. Danmarks Radio beskrev den som en flygtningefortælling, der også handlede om begær, religion og omskæring.
Romanen blev positivt anmeldt i en række medier. Berlingske, Børsen og Ekstrabladet gav den fire stjerner, og Politiken gav den fire hjerter. I Kristeligt Dagblad fik bogen fem stjerner og bedømmelsen "grusom læsning, der er uafrystelig, spændende og ætsende".

## Debattør
Jama har ved en række lejligheder deltaget i den offentlige debat, ikke mindst om emner i den danske integrationsdebat. Hun har skrevet en række klummer i dagbladet Information om emner som omkostningerne ved at skulle gøre sit nye hjemlands normer til sine egne på bekostning af ens oprindelige tilgang, hendes integration i den danske cykelkultur, subkulturelle integrationssammenstød mellem forskellige danske indvandrergrupper og hverdagsracisme i fitnesscenteret.
I marts 2018 skrev hun kronikken "Du aner ikke, hvor meget det sejler i dansk Somalia" i Information om de indre spændinger i det dansk-somaliske miljø. Kronikken blev årets femtemest opmærksommede artikel i avisen i 2019 og skabte en del medieomtale. Ifølge forskeren Brian Arly Jacobsen fra Københavns Universitet var kronikken og debatten udslag af, at der foregik nogle generationskampe i flere dele af det somaliske miljø, hvor den yngre generation dansk-somaliere var i gang med en frigørelsesproces.

## Priser
I 2019 modtog hun Martin Andersen Nexø Fondens litterære pris sammen med Sara Omar og Aydin Soei. De tre forfattere modtog prisen, fordi de hver især "repræsenterer stemmer, der vil udvikle og præge indvandrerdebatten og medvirke til at ændre forståelsen af migrationen både indefra og udefra."